# Egg (Gemeinde Thalgau)
Egg (auch Thalgauegg und Thalgau-Egg) ist eine Ortschaft der Gemeinde Thalgau im Salzburger Flachgau. Mit einer Einwohnerzahl von 411 Einwohnern (Stand 1. Jänner 2024) ist er der fünftgrößte Ortsteil.

## Gliederung
Thalgauegg wird wiederum aufgeteilt in:
- Vorderegg (Schober zugewandte Seite; Richtung Fuschl)
- Hinteregg (Thalgau zugewandte Seite; Richtung Thalgau)
- Hundsmarkt (Fuschlsee zugewandte Seite, Richtung Hof bei Salzburg)
- Schoberwurzen (Schober zugewandte Seite; Direkt vor dem Schober; Genaugenommen ab der Stöcklkreuzung, Von den Familien Schrofner, Kunz, Bader, Obermaier; Richtung Fuschl)